# Цагаанхайрхан (Завхан)
Цагаанхайрхан (монг. Цагаанхайрхан) — сомон аймака Завхан в западной части Монголии. Численность населения по данным 2010 года составила 1 002 человека.
Центр сомона — посёлок Ширээ, расположенный в 44 километрах от административного центра аймака — города Улиастай и в 940 километрах от столицы страны — Улан-Батора.

## География
Сомон расположен в западной части Монголии. Граничит с соседними сомонами Алдархаан, Отгон, Цагаанчулуут и Шилуустэй, а также с соседним аймаком Говь-Алтай. На территории Цагаанхайрхана располагаются горы Хурэн товгор, Алтанбогоч, Их мянган, Хуримтын дунд нуруу, Асгат хайрхан, Онц, Жаргалант.
Из полезных ископаемых в сомоне встречаются железная руда, свинец, химическое и строительное сырьё.

## Климат
Климат резко континентальный. Средняя температура января -22-24 градусов, июля +16-20 градусов. Ежегодная норма осадков составляет 250-300 мм.

## Фауна
Животный мир Цагаанхайрхана представлен лисами, волками, косулями, аргалями, дикими козами, зайцами, тарбаганами.

## Инфраструктура
В сомоне есть школа, больница.